# Arc de Trajà (Ancona)

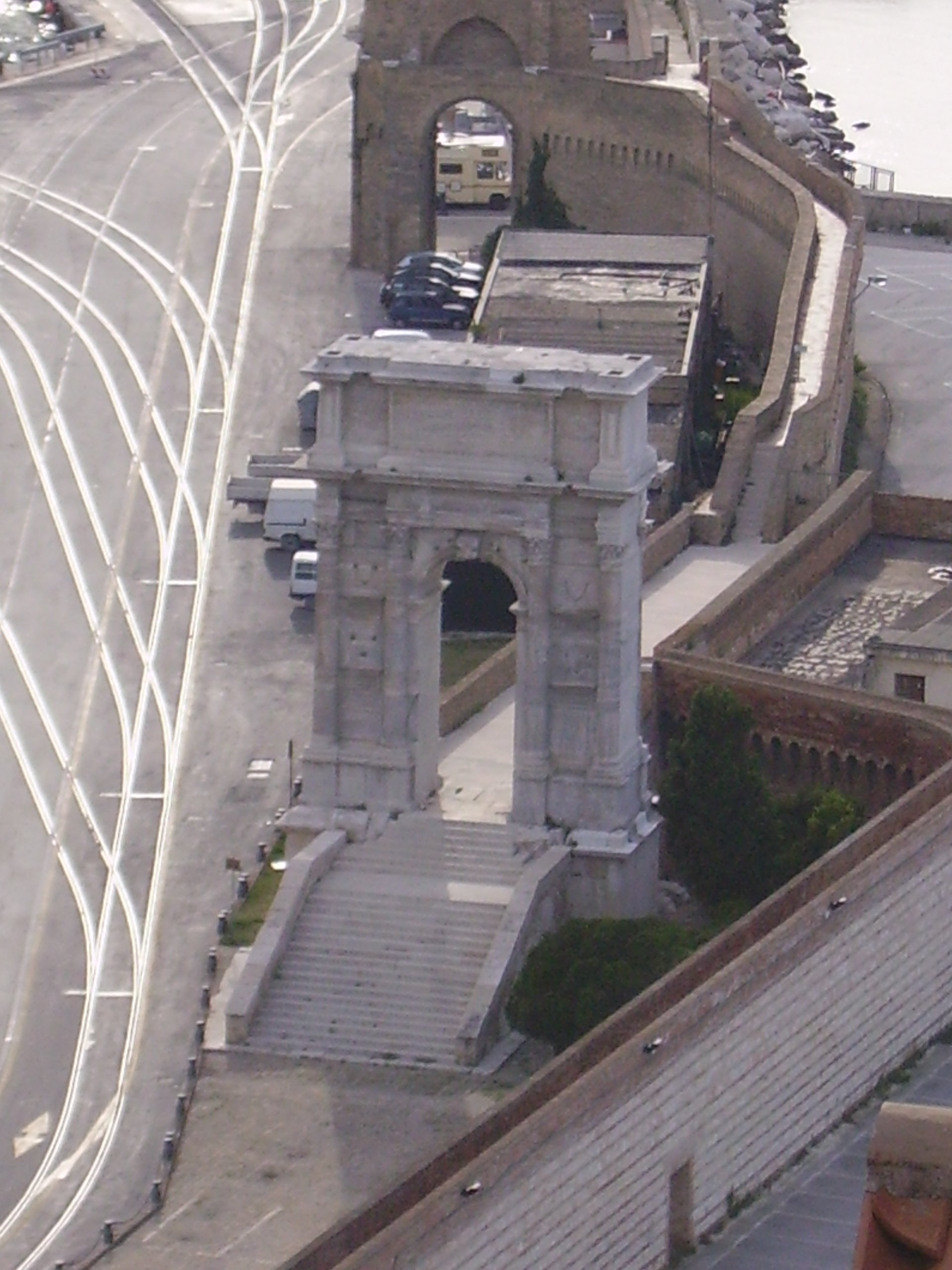
L'arc de Trajà a Ancona

L'arc de Trajà d'Ancona és un arc de triomf constitueix en l'actualitat un dels monuments més rellevants de la zona de les Marques romanes. Va ser erigit pel Senat i el poble romà en els anys 100 - 116 dC per obra de l'arquitecte sirià Apol·lodor de Damasc en marbre turc (provinent de les pedreres de l'illa de Màrmara) en honor de l'emperador que havia fet ampliar, a les seves pròpies expenses, el port de la ciutat millorant els embarcadors i les fortificacions. D'aquí va partir el mateix Trajà per a la victoriosa guerra contra els dacis, episodi narrat en baixos relleus de la Columna Trajana de Roma. Sobre l'àtic hi havia, segons la tradició, l'estàtua eqüestre de Trajà. A l'esquerra de Trajà les estàtues de Plotina, la seva esposa, a la dreta la de Ulpia Marciana, la seva germana. Les inscripcions, que encara avui es llegeixen, eren de bronze daurat i també els frisos i les estàtues de les que es van apropiar els sarraïns l'any 848.